# Hof te Rectum
De Hof te Rectum is een boerderij in de buurtschap Rectum behorend tot de Nederlandse gemeente Wierden. Aan het erf was het markerichterschap van de marke Rectum verbonden. Rectum lag toen in het richterambt Kedingen. Het is een van de oude overgebleven erven van deze buurschap. Het vierkante werk van de boerderij stamt uit het begin van de 17e eeuw. De gebinten en hanenbalken aan de voorzijde van het huis zijn van oudere datum eind 16e eeuw. Achter en naast het huis staan nog steeds de oude Gerechtslinde. Onder deze linden werd tijdens de hofmeier periode recht gesproken.

## Geschiedenis
Hoe oud de Hof te Rectum is, is niet bekend. De oudste vermelding stamt uit 1297 toen Egbert I van Almelo zijn testament opstelde. En het huis de Hof te Rectum met het Mockelencate vermaakte aan zijn tweede vrouw Mechteld van Limburg. Het erf heeft gediend als plaats van de markegerichten binnen de marke Rectum. Voor het huis lag de Hofbrink, waar in de open lucht door de markegenoten en geërfden van de marke werd vergaderd, de zogenaamde holtingen. Tot aan het einde van de 18e eeuw bezaten de heren van de heerlijkheid Almelo het erfmarkerichterschap van de marke Rectum doordat zij de Hof te Rectum in eigendom hadden. In september en oktober 1777 is de Hof te Rectum verkocht voor 9147,- gulden en zijn de landerijen de Noordik, de Brummelkamp, de Coppelweide, de Noordiks grasegge, De Hoffgaardens, Het Haverland, de Koeweide, de Haarmaat, de Sprokkelmaat, opgedeeld. De huisplaats zelf werd voor 2650,- gulden van de hand gedaan, het Erfmarkerigterschapplaats werd voor 210,- gulden verkocht.

## Archeologie
Op het terrein zijn in de jaren 70 sporen van bewoning aangetroffen uit de vroege middeleeuwen. In de witte zandgrond bevonden zich resten van paalgaten of gebinten die gedateerd zijn tussen de 9e en 10e eeuw. Naast keramiek met voornamelijk kogelpotscherven uit de 13e eeuw zijn ook resten van ijzerproductie aangetroffen. Op het terrein zijn een grote hoeveelheid kloostermoppen en Bentheimer zandsteen opgegraven. Tevens is er een gave bronzen wijntapkraan uit het einde van de 16e eeuw gevonden, een zilveren knoop, en een aantal niet te dateren bronzen munten met de wapens van Deventer, Kampen en Zwolle.